# Bravia W9
Bravia W9 (oznaczenie fabryczne KDL-40 / 46 / 55 W9) – seria telewizorów LCD LED marki Bravia (z ang. best resolution audio visual integrated architecture), należącej do japońskiego producenta Sony Corporation. Premiera serii odbyła się w styczniu 2013 roku, sprzedaż rozpoczęta na przełomie kwiecień/maj 2013, koniec sprzedaży marzec/kwiecień 2014. 

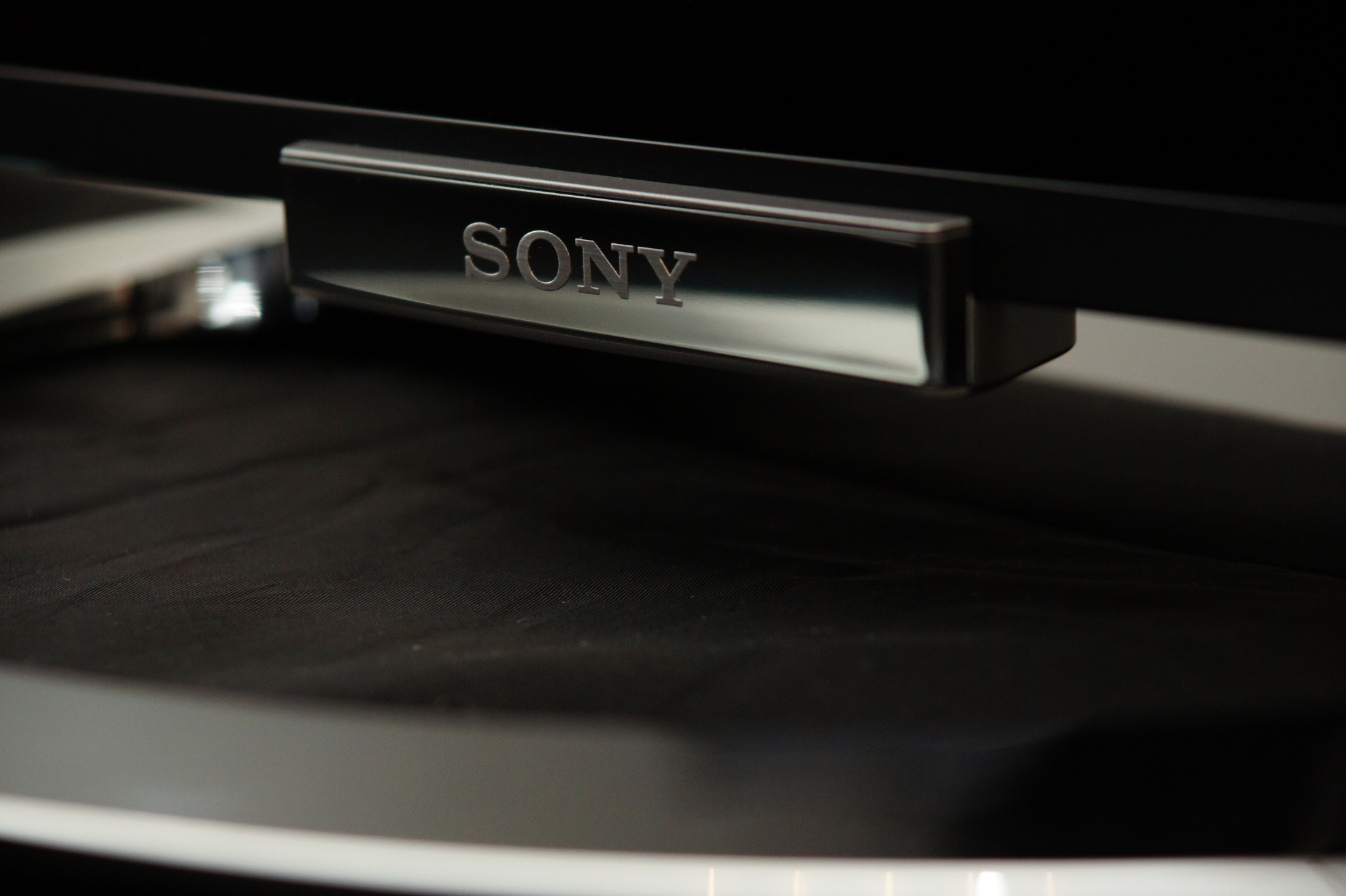
Bravia W9

## Historia serii Bravia W9
Sony Corporation w roku 2013 powróciło do kontynuowania bardzo popularnej serii W, produkowanej w latach 2006-2009. Od samego początku seria ta należała do zaawansowanej półki odbiorników telewizyjnych. W latach 2010–2012 "seria W" została podzielona na serie EX i HX. Nieoficjalnie model W9 uznawany jest za następcę zasłużonego modelu HX85, który w 2012 roku zdobył prestiżową nagrodę EISA w kategorii najlepszy Europejski TV 3D. Model W9 godnie kontynuuje tradycję związaną z aktywną technologią 3D, otrzymując pozytywne recenzje zarówno od branży elektronicznej jak i użytkowników. W roku 2013 model KDL-55W905A został uznany za najlepszy europejski TV według EISA. Następcą W9 w 2014 roku jest seria W95.

## Cechy serii W9
- Zastosowanie panelu Triluminos Display z lokalnym wygaszaniem klatek
- Panel z natywną prędkością 200 Hz
- Motionflow XR 800 Hz – funkcja, która „dodaje” dodatkowe klatki pomiędzy oryginalne kadry filmu co pozwala na wygenerowanie jeszcze bardziej płynnego obrazu. Technologia nie wpływa na częstotliwość odświeżania, lecz na poprawę płynności ruchu.
- NFC (Near Field Communication) – komunikacja bezprzewodowa niewielkiego zasięgu). W9 opiera się na własnym systemie Sony FeliCa (NFC Tag Typ 3 w standardzie ISO 18092). Połączenie z kompatybilnymi urządzeniami zapewnia kopiowanie ekranu[5] (ze smartfonu lub tabletu), przesyłanie multimediów.
- Dwu-układowy procesor obrazu X-Reality PRO[6] zapewniający wierne odwzorowywanie kolorów i bogactwo szczegółów.
- Aktywna technologia 3D z użyciem okularów migawkowych pozwala na wyświetlenie obrazu Full HD czyli 1080p. Dzięki tej technologii, każde oko widzi obraz Full HD (1920×1080).
- BRAVIA Sync – funkcja umożliwiająca sterowanie innymi urządzeniami marki Sony (kino domowe, handycam, Blu-Ray) za pomocą jednego pilota. Funkcja ta wykorzystuje technologię HDMI CEC.
- Zastosowanie głośnika Long Duct[7]
- Przeglądarka USB kompatybilny z Fat32, exFat i NTFS
- Wzornictwo "Sense of Quartz"[8]
- Sony Entertainment Network[9] z Opera Store[10]

## Nagrody i wyróżnienia serii W9
- European TV 2013-2014[11]
- Wysoka rekomendacja HDTV TEST[12]
- Flatpanels Awards – Top-recommendation Award[13]
- "Editor's Choice – Trusted Reviews[14]
- Highly Recommended Award – AVForums[15]
- Home Cinema Choice – Best Buy[16]

### Najważniejsze parametry techniczne

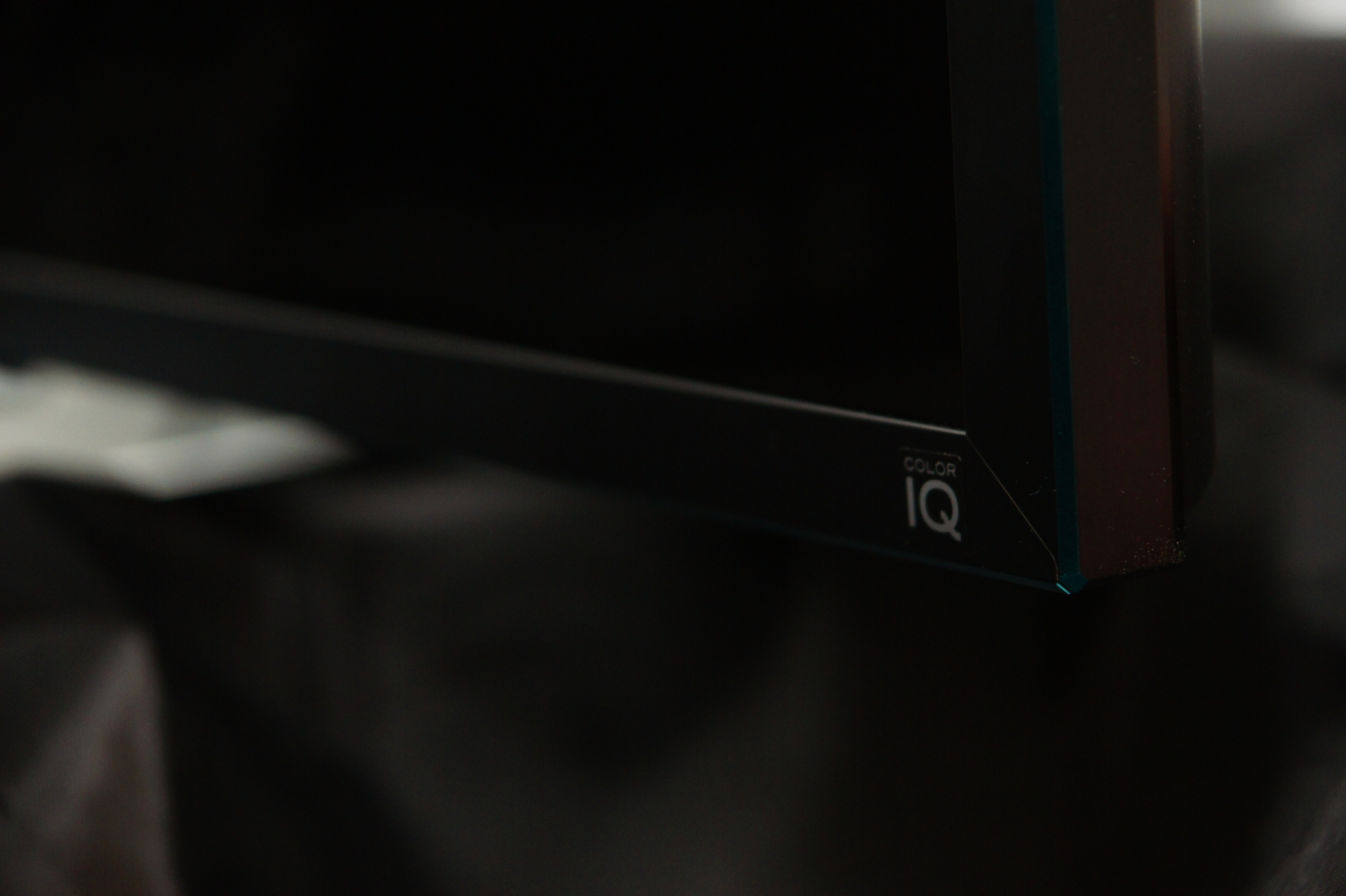
Colour IQ

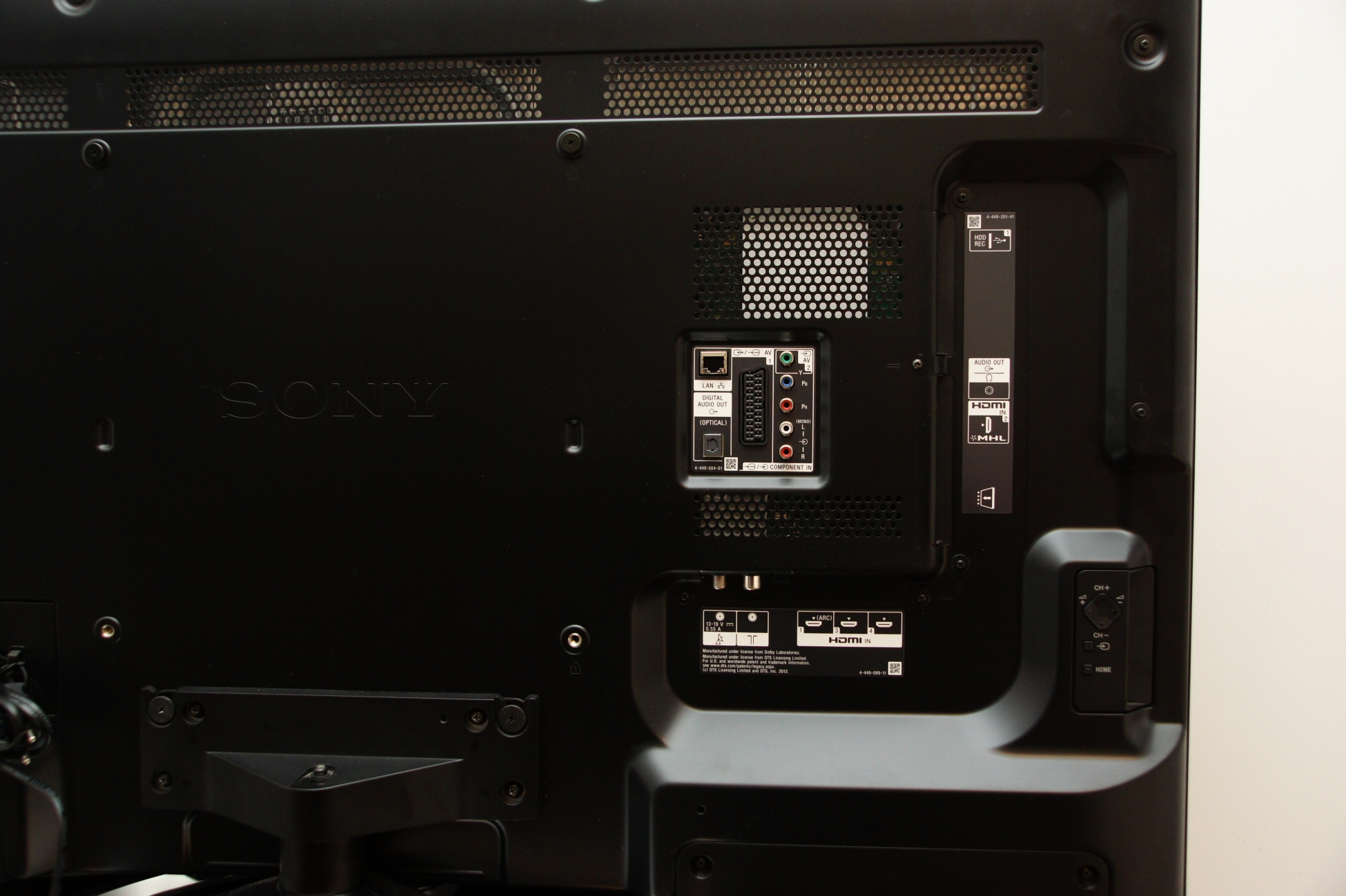
Tył Bravia W9

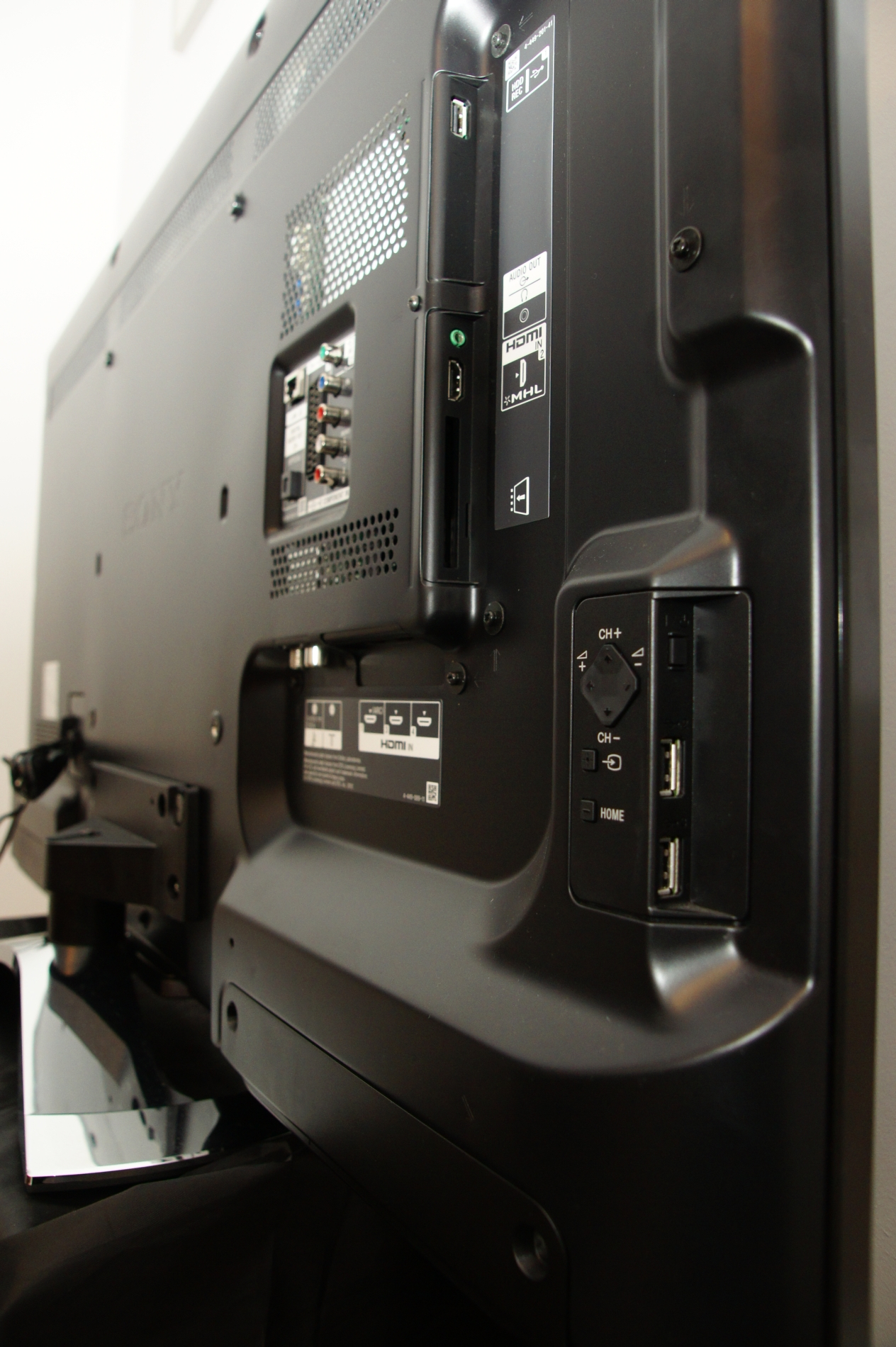
Bok Bravia W9

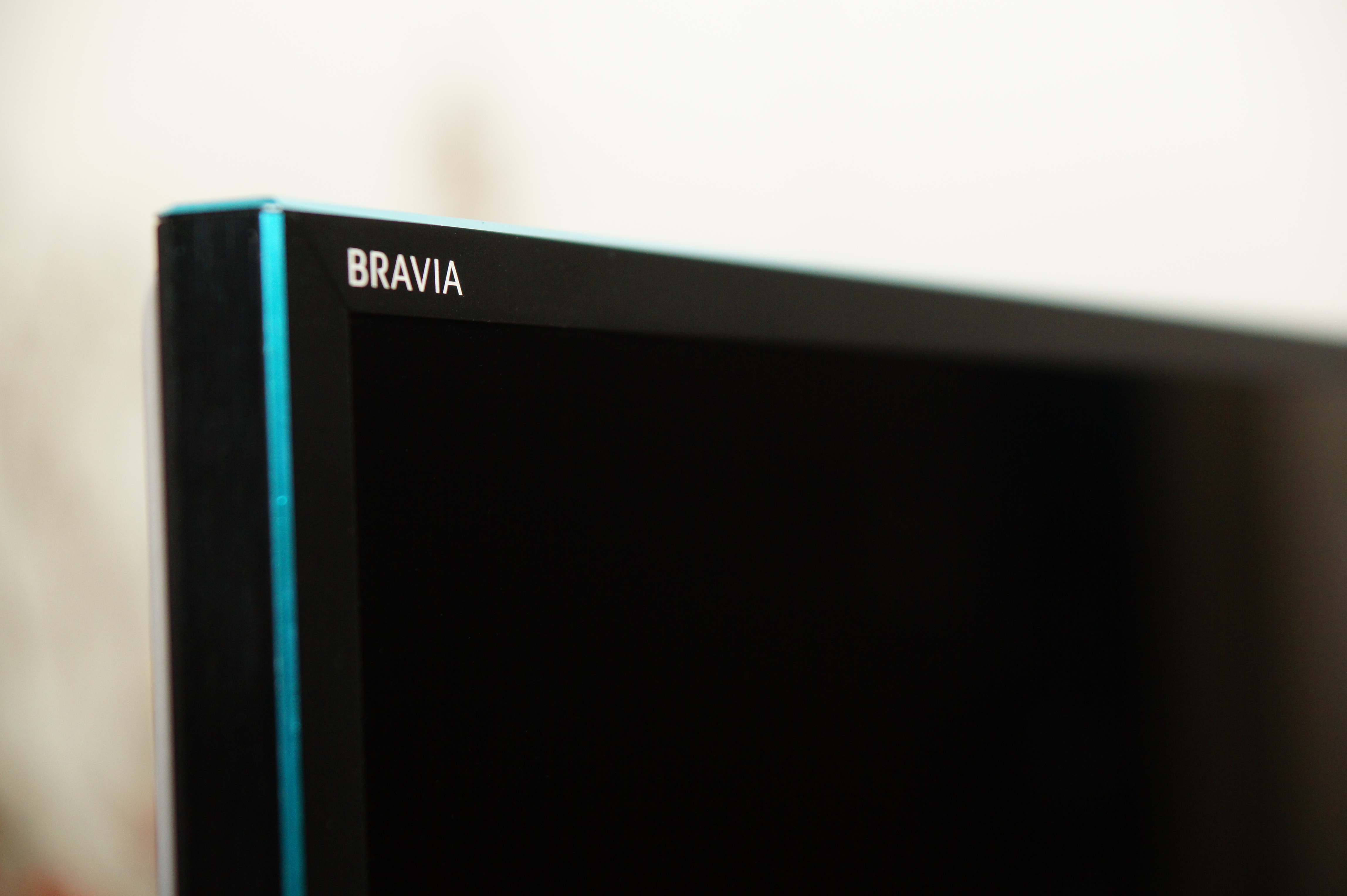
Ramka Bravia W9

## Parametry i dane techniczne

### Najważniejsze parametry techniczne[17]
| Wyświetlacz                               |                                       |
| Parametr                                  | Wartość                               |
| Typ ekranu                                | Full HD LCD LED                       |
| Aktywność podświetlenia                   | Lokalne wygaszanie, redukcja rozmycia |
| Współczynnik kształtu                     | 16:9                                  |
| Jakość obrazu                             |                                       |
| Parametr                                  | Wartość                               |
| Wyświetlacz Triluminos                    | Tak                                   |
| Procesor obrazu                           | X-Reality PRO™                        |
| Optymalizacja ruchu                       | Motionflow XR 800 Hz                  |
| Technologia Live Colour™                  | TAK                                   |
| Deep Colour                               | TAK                                   |
| Advanced Contrast Enhancer (ACE)          | TAK                                   |
| 24p True Cinema™                          | TAK                                   |
| CineMotion / Tryb filmu / Cinema Drive    | TAK                                   |
| Funkcje 3D                                |                                       |
| Parametr                                  | Wartość                               |
| Full HD 3D                                | TAK                                   |
| Rozdzielczość 3D Super                    | TAK                                   |
| Automatyczna korekta głębi 3D             | TAK                                   |
| Rodzaj wyświetlania 3D                    | Aktywny                               |
| Symulacja 3D                              | TAK                                   |
| SimulView™                                | TAK                                   |
| Funkcje multimedialne                     |                                       |
| Parametr                                  | Wartość                               |
| Kopia obrazu jednym dotknięciem przez NFC | TAK                                   |
| Kopia zawartości ekranu                   | TAK                                   |
| Sterowanie aplikacją TV SideView          | TAK                                   |
| Wbudowana sieć bezprzewodowa (Wi-Fi®)     | TAK                                   |
| Skype™                                    | Zgodność                              |
| Sony Entertainment Network                | TAK                                   |
| Aplikacje                                 | TAK                                   |
| Przeglądarka internetowa                  | TAK (Opera)                           |
| Wi-Fi® Direct                             | TAK                                   |
| Treści DLNA                               | Muzyka/Zdjęcia/Wideo                  |
| Nagrywanie na twardy dysk USB             | TAK                                   |
| Odtwarzanie z USB                         | TAK (FAT16, FAT32, exFAT i NTFS)      |
| BRAVIA Sync                               | TAK                                   |
| Dźwięk                                    |                                       |
| Parametr                                  | Wartość                               |
| Głośnik                                   | Głośnik typu Long Duct                |
| Faza                                      | Clear Phase                           |
| Moc wyjściowa dźwięku                     | 10 W + 10 W                           |
| Technologia S-Force Front Surround 3D     | TAK                                   |
| S-Master                                  | TAK                                   |
| Dolby®                                    | Dolby® Digital / Plus / Pulse         |
| Oszczędzanie energii                      |                                       |
| Parametr                                  | Wartość                               |
| Klasyfikacja energetyczna                 | A+                                    |
| Czujnik światła                           | TAK                                   |
| Tryby oszczędzania energii                | TAK                                   |
| Dynamiczne sterowanie podświetleniem      | TAK                                   |
| Tryb wyłączenia podświetlenia             | TAK                                   |

### Wyposażenie w zestawie

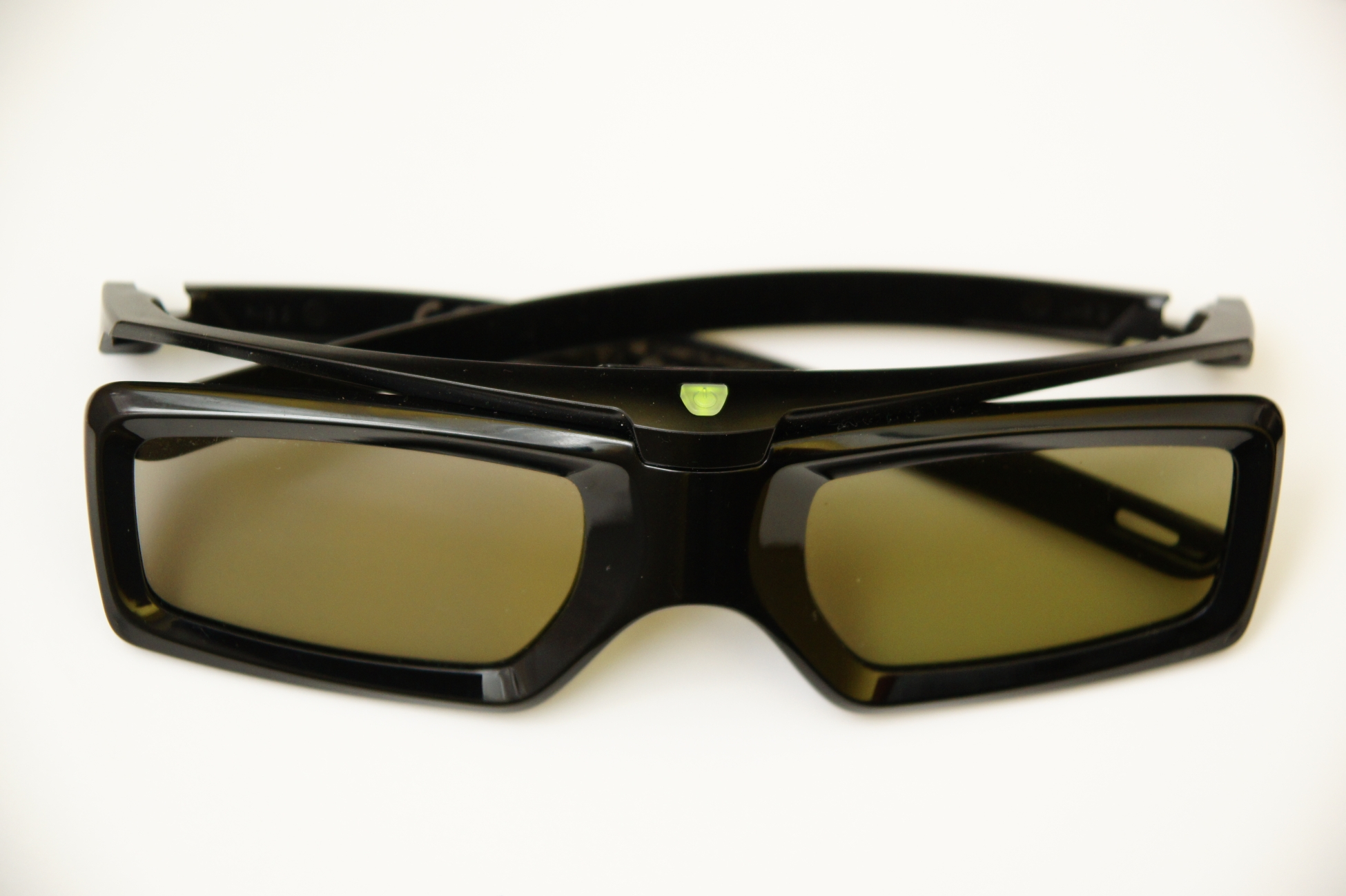
Okulary 3D TDG-BT400A

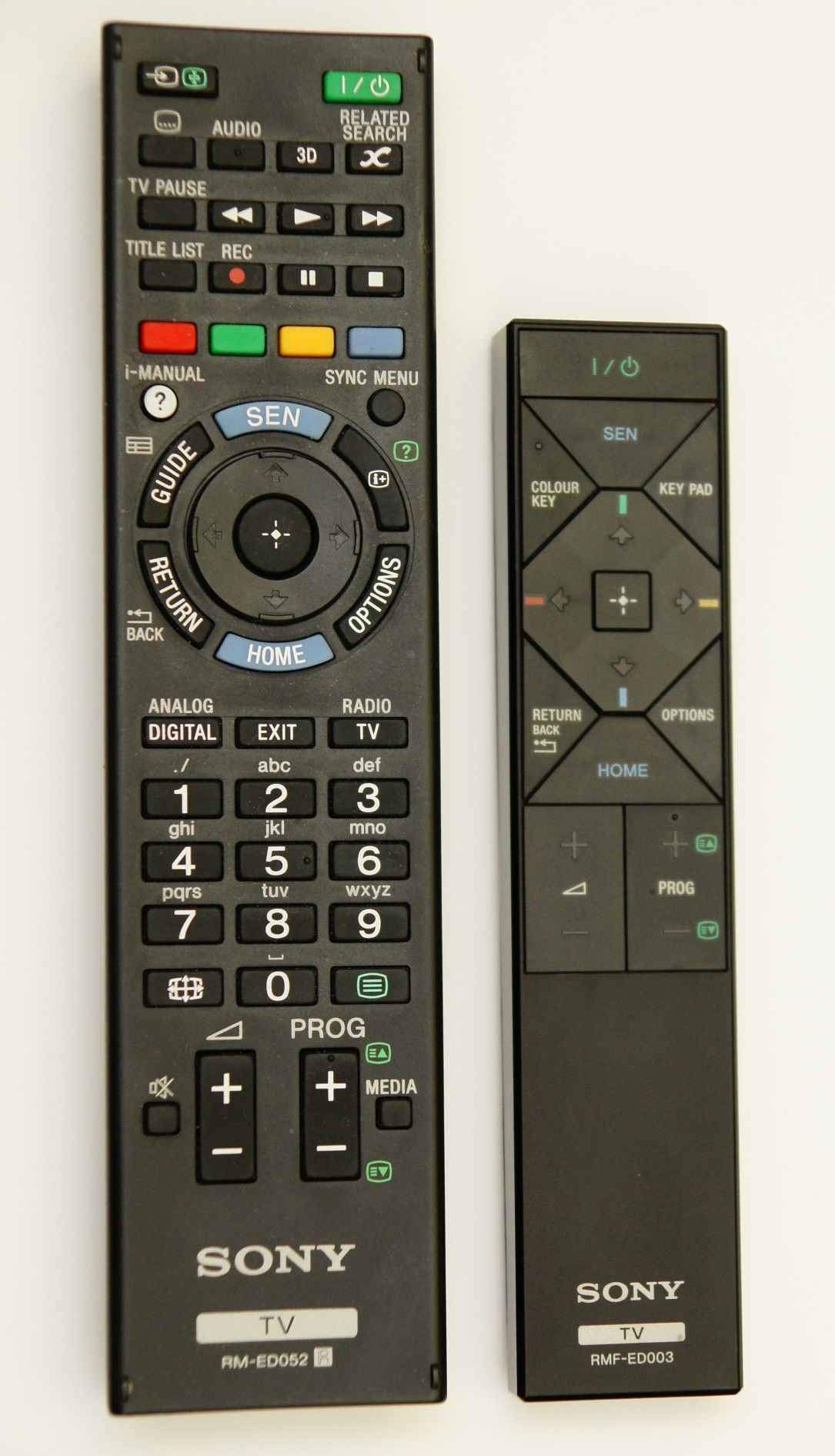
RM-ED052 i RMF-ED003

| Wyposażenie w zestawie |                      |
| Parametr               | Wartość              |
| Piloty                 | RM-ED052 i RMF-ED003 |
| Baterie / akumulatory  | LR03+R03             |
| Przewód zasilający     | TAK                  |
| Okulary 3D             | TDG-BT400A x 4       |

### Dodatkowe akcesoria
| Możliwość rozbudowania zestawu o: |                      |
| Parametr                          | Wartość              |
| Aktywne okulary 3D                | TAK (np. TDG-BT500A) |
| Okulary SimulView                 | TAK                  |
| Kamera VC i mikrofon              | TAK CMU-BR200        |
| Przewód MHL                       | TAK                  |
| Adapter WiFi 5 GHz                | UWA-BR100            |
| Mysz Bluetooth                    | TAK (2,4 GHz)        |